# Русев (кечист)
Мирослав Петров Барняшев е български кечист, подписан от WWE с името Русев. От 2020 до 2025 г., той работи за All Elite Wrestling (AEW) с псевдонима Миро.
Той е първият българин в WWE. Три пъти е носител на Титлата на Съединените щати. Известно време през 2014 г. е представян за руснак. Въпреки това, след като през 2017 г. започва сюжет, в който той декларира всеки ден за „Ден на Русев“ и започва собствено скандиране, той става един от най-популярните кечисти на WWE чрез взаимодействие с публиката.

## Ранен живот
Мирослав Барняшев е роден на 25 декември 1985 г. в Пловдив. Като ученик учи в спортно училище, където се насочва към академичното гребане. По-късно се занимава със силов трибой. 

## Кариера в кеча

### Ранна кариера (2008 – 2010)
След като емигрира в САЩ, поначало живее в щата Вирджиния, а по-късно се премества в Торънс, Калифорния. Там започва да тренира кеч в академия Knokx Pro при бившите звезди от WWE Гангрел и Рикиши. Барняшев официално дебютира като кечист на 22 ноември 2008 г. в малките кеч шоута с името Мирослав Макаров като побеждава Ериъл Стар.
През 2010 г. се състезава за Vendetta Pro Wrestling с името Мирослав. Негов мениджър там е Маркъс Мак. Той и няколко други кечисти участват във видеото на песента The Whole F'n Show на Роб Ван Дам.

### Световна федерация по кеч (WWE) (2010 – 2020)

#### Florida Championship Wrestling (FCW) (2010 – 2012)
През септември 2010 г. Барняшев подписва договор с WWE. Като всички новоподписали млади таланти е изпратен в Florida Championship Wrestling (FCW), дъщерна компания за развитие на кечистите, където получава името Александър Русев. Първият му телевизионен мач е на 17 юли 2011 г., като побеждава Майк Долтън, а негов мениджър е Ракел Диас. Малко след дебюта си, къса предни кръстни връзки и менискус като се възстановява 6 месеца. Русев се завръща в FCW през март 2012 г. с мениджър Ник Роджърс. През лятото на 2012 г. претърпява фрактура на шиен прешлен, в резултат на което временно ръката му е парализирана. По време на възстановяването си той пътува до Тайланд, където учи муай тай.

#### NXT (2012 – 2014)
През август 2012 г. WWE ребрандира FCW в WWE NXT.
След пълното си възстановяване от тежката контузия, Русев дебютира в новото шоу на 30 май 2013 г. в мач кралска битка за определяне на претендент за Титлата на NXT. Първият му индивидуален мач е на 21 август 2013 г. срещу Долф Зиглър. Съюзява се за кратко със Скот Доусън в отбор с името „Биячите легионери“ и враждуват с Ензо и Кас. На 30 октомври 2013 г. в шоу на NXT, Русев пребива мениджъра си Силвестър Ле'Форт и назначава Лана за негова говорителка и мениджър, като двамата много напомнят на Иван и Людмила Драго от филма Роки 4. На 8 януари 2014 г. в шоу на NXT, Русев напада Екзейвиър Уудс, след като новият директор в WWE Кейн им урежда мач. Побеждава още Кофи Кингстън и Син Кара през януари и февруари 2014 г.
Русев продължава да се изявява спорадично в NXT, след кто се присъединява към основните шоута през април 2014 г. Последното му участие в NXT е на 24 юли 2014 г., когато е дисквалифициран в мач срещу шампиона на NXT Ейдриън Невил.

#### Непобеден и шампион на САЩ (2014 – 2015)
"Русев удря, Русев мачка!"
Русев дебютира в основите шоута на 26 януари 2014 г. на турнира Кралски грохот. В мелето той влиза под номер 6. Задържа се около 6 минути и е елиминиран едновременно от 4 души – Сет Ролинс, Кофи Кингстън, СМ Пънк и Коуди Роудс. В следващите няколко седмици, Русев и Лана имат изяви в Първична сила и Разбиване.
Русев дебютира в Първична сила на 7 април 2014 г., веднага след Кечмания 30 като побеждава Зак Райдър. На 14 април побеждава Екзейвиър Уудс в Първична сила. През май Русев приема антиамерикански, русофилски образ и обявява, че се е преместил в Русия. На 4 май на турнира Екстремни правила побеждава Екзейвиър Уудс и Ар Труф в хандикап мач. Лана посвещава победата на Владимир Путин. На 5 май той променя името си от Александър Русев на Русев. След турнира Екстремни правила, Русев е признат за герой на Русия и е удостоен с почетен медал Герой на Руската федерация.
На турнира Бойно поле, Русев побеждава Джак Фукльото и го нокаутира. На турнира Лятно Тръшване, Русев също си тръгва с победа срещу Фукльото.
На турнира Нощта на шампионите, сред дълга вражда, му е уреден мач срещу Марк Хенри, от който той си тръгва с победа. До този момент той няма загуба на турнир. Уреден му е мач на следващия турнир срещу приятеля и съотборник на Марк Хенри – Грамадата, където Русев го побеждава. На 6 октомври 2014 г. Русев и Лана са прекъснати на ринга от Скалата, който след кратка размяна на думи изхвърля Русев от ринга.
На 3 ноември след Първична сила в мач, излъчен по WWE Network, Русев побеждава Шеймъс в мач за Титлата на Съединените щати и става новия шампион на Щатите.
На Сериите Оцеляване, Русев участва в Сървайвър елиминационен мач 5 срещу 5, като част от отбора на Началниците, където е елиминиран чрез отброяване. Русев и Джак Фукльото за пореден път враждуват през декември, което води до успеха на Русев да защити Титлата на САЩ на МСС: Маси, стълби и столове. На Кралски грохот Русев влиза в кралското меле под номер 15, като отстранява шестима състезатели. На Бързата лента Русев успешно защитава Титлата на Съединените щати в двубой с Джон Сина. Русев губи Титлата на Съединените щати от Сина в реванш на Кечмания 31 след неправилна комуникация с Лана, което приключва царуването му като шампион от 146 дни и отбелязва първата му загуба в главния ростър на WWE.

#### Лигата на нациите (2015 – 2016)
Русев не успява да си върне титлата през следващия месец на Екстремни правила в мач с руска верига; по време на мача Лана събира положителна реакция от тълпата, което довежда до това Русев да я изгони от ринга и да предизвика разминаване между двамата. Русев губи от Сина още веднъж на Разплата на 17 май 2015 г. в мач Предавам се. В епизода след Разплата на Първична сила, на 18 май 2015 г. Русев прекратява връзката си с Лана, която го плесна в отговор. На 25 май епизод на Първична сила, Русев се връща, отново обявяван от България, и започва да носи знамето на България. По-късно същата вечер, Русев безуспешно се опитва да се помири с Лана. Три дни по-късно на Разбиване, Русев счупва крак в двубой с Райбак, което го прави неспособен да се състезава в мача на Клетка за елиминация за вакантната Интерконтиненална титла в Елиминационна клетка. Въпреки контузията си, Русев все още се появява по телевизията и прави допълнителни опити да се помири с Лана. Тогава Лана започва връзка (сценарий) с Долф Зиглър, докато Съмър Рей започва съюз с Русев. На 29 юни епизод на Първична сила, Русев и Рей се сблъскват с Лана и Зиглър, което води до сбиване между Рей и Лана. На 6 юли епизода на Първична сила, Русев и Рей отново се сблъскват с двойката, като Русев яростно напада Зиглър, след като го удря с патерицата си и сваля гипса от глезена му, разкривайки, че нараняването на крака му е заздравяло. Атаката води до това, че Зиглър е с натъртвана трахея в сюжетната линия и извън действие за неопределено време.
Русев се завръща в следващото Разбиване, биейки се с обувки, за да избегне по-нататъшни наранявания на крака, побеждавайки Фанданго. На 13 юли епизода на Първична сила, Русев отговаря на откритото предизвикателство за Титлата на САЩ на Джон Сина. Тогава Русев е прекъснат и от Кевин Оуенс, и от Сезаро, които също искат мач за титлата. Това води до мач тройна заплаха, при който победителят ще се изправи срещу Сина, който Русев печели след туш над Сезаро, тъй като Оуенс напуска мача в началото. След това Русев побеждава Сина чрез дисквалификация, когато Оуенс напада Русев. На 16 юли в Разбиване, Русев претърпява втората си загуба в WWE, когато е победен от Сезаро в сингъл мач. На 17 август в Първична сила, Зиглър се завръща и напада Русев. Този спор предизвиква мач между Русев и Зиглър на Лятно тръшване, който завършва с двойно отброяване, поради намеса от Лана и Рей, а след мача Русев и Рей се конфронтират със Зиглър и Лана. На 5 октомври в Първична сила, Рей предлага брак на Русев, но той ѝ казва, че няма да се ожени за нея, докато не спечели друга титла. На 11 октомври TMZ съобщава, че Русев се е сгодил за Лана в реалния живот. Тогава Лана потвърждава годежа и той започва да се използва в сюжетната линия по телевизията, в резултат на което Съмър Рей се разделя с него на 12 октомври в Първична сила. Целият сюжет, въртящ се около развода на Русев и Лана, получава изключително отрицателни отзиви, като мнозина твърдят, че сюжетът е наранил образа на Русев. В епизода на WWE Main Event на 31 октомври, Русев контузва бицепса си в мач с Невил, в резултат на което Невил печели мача чрез съдийско спиране.
Русев се връща на 23 ноември в Първична сила, когато напада Роман Рейнс, и губи от него чрез дисквалификация, след като Шеймъс и Крал Барет нападат Рейнс. Седмица по-късно, на 30 ноември в Първична сила, Лана се връща в WWE, отново като зла и се помирява с Русев, по време на Miz TV сегмент, а по-късно през същата нощ двамата се присъединяват към новата групировка Лига на нациите. През целия декември 2015 г. Русев започва вражда с Райбак, като Лана фалшифицира контузии, за да разсее Райбак и да помогне на Русев да спечели предимство. На МСС: Маси, стълби и столове (2015) Русев побеждава Райбак, чрез техническо предаване, за да прекрати враждата. Също през ноември Русев обединява сили с Шеймъс, Крал Барет и Алберто Дел Рио, сформирайки Лигата на нациите. Фракцията се съюзява с Винс Макмеън и ще продължи да враждува с Шампиона на WWE Роман Рейнс. През януари 2016 г. Русев влиза в мача кралско меле под №2, но той е елиминиран от Рейнс след една и половина минути. На 14 март епизод на Първична сила, Русев и Дел Рио не успяват да спечелят Отборните титли на WWE от Новият ден. На Кечмания 32, Лигата на нациите побеждава Новия ден, но след мача, Лигата на нациите е нападната от Мик Фоли, Шон Майкълс и Ледения Стив Остин.
След Кечмания 32, на 4 април, епизод на Първична сила, Шеймъс и Барет губят срещу Новия ден мач за Отборните титли на WWE, след като Барет е туширан от Кофи Кингстън и след мача, Барет е изгонен от групата, наречен „слабата връзка“, но след няколко минути Семейство Уаят продължава да атакува останалите членове на Лигата на нациите. На 28 април 2016 г. в епизод на Разбиване, Русев зарязва Шеймъс, след като преди това Дел Рио зарязва тях, като по този начин разформирова Лигата на нациите.

#### Различни истории и съюз с Джиндър Махал (2016 – 2017)
На епизода от 2 май на Първична сила, Русев спечелва кралска битка, като последно елиминира Зак Райдър, за да стане претендент №1 за Титлата на Съединените щати, която печели за втори път, като побеждава Калисто на Екстремни правила чрез предаване. Русев го побеждава и в реванш на Разбиване на следващата седмица, след което е предизвикан от Тайтъс О'Нийл, когото Русев побеждава на Договорът в куфарчето, за да запази успешно титлата. Русев последва това с успешна защита за трети път срещу Сезаро и побеждава О'Нийл на 4 юли в епизода на Първична сила, за да запази титлата. Тогава Русев е предизвикан от Зак Райдър, когото той побеждава на Бойно поле за поредната успешна защита на титлата. На драфта на WWE за 2016 г. Русев, заедно с Лана, е привлечен в Първична сила, като взима Титлата на САЩ със себе си. На 1 август в Първична сила, след като Русев побеждава Марк Хенри, за да запази титлата, Роман Рейнс излиза за да се изправи срещу Русев. Следващата седмица на Първична сила, Рейнс прекъсва сватбеното тържество на Русев и Лана и отправя предизвикателство към Русев за титлата. Русев отказва, а двамата се сбиват, карайки Лана да падне върху сватбена торта. Зад кулисите Мик Фоли казва на разгневената Лана и Русев, че Русев ще защити титлата на САЩ срещу Рейнс на Лятно тръшване. По-късно същата вечер, Русев успешно защитава титлата в импровизиран мач срещу Сезаро, който смята, че той също трябва да получи мач за титлата. На Лятно тръшване мачът не започва, след като Русев напада Рейнс, преди гонга да удари и двамата се сбиват извън ринга, като Русев е с ранени ребра (сценарий). След като струва на Рейнс възможността да стане претендент №1 за Универсалната титла, Русев защитава Титлата на САЩ срещу Рейнс в мач при Сблъсъкът на шампионите, който той губи, завършвайки царуването си от 126 дни. След това Русев получава реванш на Ад в клетка в мач с Адска клетка, който той губи.
На 21 ноември в Първична сила, след като е заключен от съблекалнята си, Ензо Аморе се блъска в Лана в коридора, преди да се срещне с гневния Русев. Русев предизвиква Аморе на мач по-късно същата вечер, побеждавайки го бързо. Следващата седмица на Първична сила, Аморе побеждава Русев чрез дисквалификация. На Препятствие на пътя: Прекратяване, Русев се изправя срещу партньора на Аморе, Големият Кас, побеждавайки го чрез отброяване. Следващата вечер на Първична сила, Русев отново се изправя срещу Кас, този път побеждавайки го чрез дисквалификация. Същата вечер, Аморе ще трябва да присъства на обучение за чувствителност от инцидента на 21 ноември. На тренировката Аморе е нападнат от Русев и новия му съюзник Джиндър Махал. На 2 януари 2017 г. епизод на Първична сила, Русев си партнира с Махал в хандикап мач 2 на 1, побеждавайки Големия Кас. На Кралски грохот Русев влиза в кралското меле под номер 18, с продължителност над 20 минути, преди да бъде елиминиран от Голдбърг. На 27 февруари епизод на Първична сила, Русев и Махал започват да проявяват напрежение, след като Русев по невнимание разсейва Махал, което води до загубата на двамата от Новия ден. На Бързата лента генералният мениджър Мик Фоли урежда на Русев и Махал индивидуални мачове същата вечер, след като Махал разкрива желанието си да се върне в сингъл конкуренцията. Русев и Махал губят съответните си мачове срещу Грамадата и Сезаро. И Русев, и Лана изчезват от телевизията след като Русев се нуждае от операция.

#### Ден на Русев (2017 – 2018)
На 11 април 2017 г. Русев е преместен в шоуто Разбиване като част от Superstar Shake-up. На 25 април епизод на Разбиване, Русев прави първото си участие в програма на WWE от Бързата лента насам, появявайки се на титантрона чрез спътник, и заявява, че няма да дебютира в Разбиване, освен ако не му бъде даден мач за Титлата на WWE на Договорът в куфарчето на 18 юни. Отказано му е, но на 4 юли в Разбиване, той прави първото си участие и се бие със завръщащия се Джон Сина, отивайки на мач със знаме на Бойно поле, който губи.
През август Русев започва вражда с Ренди Ортън и е победен от него на Лятно тръшване за 10 секунди. В епизода на Разбиване от 19 септември Русев си отмъщава на Ортън, като го побеждава за същото време, след разсейване от Ейдън Инглиш. Скоро след това, Русев приема нов образ, където провъзгласява, че всеки ден е „Ден на Русев“. Този акт става невероятно популярен сред феновете, въпреки факта, че Русев играе злодейски характер. В Ад в клетка на 9 октомври, Русев отново губи от Ортън, като по този начин прекратява враждата им.
След враждата си с Ортън, Русев започва отбор с Инглиш, като двамата участват в отборен мач фатална четворка за Отбоните титли на Разбиване на Сблъсъкът на шампионите през декември, включващ също Новият ден, Чад Гейбъл и Шелтън Бенджамин и шампионите Братя Усо, като те запазват титлите си. Русев влиза в мача кралско меле на 28 януари 2018 г. като първи участник, продължил над 30 минути, преди да бъде елиминиран от Брей Уаят и Мат Харди. На 27 март в Разбиване, Русев си партнира с Джиндър Махал, за да победи Боби Рууд и Ренди Ортън, добавяйки го в мача за Титлата на САЩ на Кечмания 34. На събитието Русев е туширан от Махал, като губи мача. По време на събитието Най-големият Кралски грохот, той се изправя срещу Гробаря в мач с ковчег, но губи. В епизода на Разбиване на 8 май, Русев побеждава Даниъл Брайън, за да се класира за мача на мъжете със стълби на Договорът в куфарчето, който е спечелен от Броун Строуман. В следващия епизод на Разбиване, той печели мач рицарска ръкавица, за да стане претендент номер едно за Титлата на WWE на Ей Джей Стайлс на Екстремни правила. На събитието той е победен от Стайлс.
През юли Денят на Русев започва вражда с Андраде „Сиен“ Алмас и Селина Вега, като по този начин става фейс в процеса за първи път в кариерата му. Русев и Лана губят смесен отборен мач от Алмас и Вега на Лятно тръшване, но ги побеждават в реванш на 21 август епизода на Разбиване. На Ад в клетка Русев и Инглиш безуспешно се изправят срещу Новия ден за Отборните титли на Разбиване. В следващия епизод на Разбиване, Инглиш напада Русев, слагайки край на техния отбор. По-късно, Инглиш твърди, че е имал афера с Лана, водещо до мач на епизода на Разбиване на 23 октомври, където Русев побеждава Инглиш, слагайки край на враждата им.

#### Последни истории и напускане (2018 – 2020)
След като не успява да спечели Титлата на Съединените щати от Шинске Накамура на Кралско бижу, Русев най-накрая успява да спечели Титлата на САЩ за трети път в кариерата си на епизода от 25 декември 2018 г. на Разбиване. На 27 януари 2019 г. той губи титлата обратно от Накамура в предварителното шоу на Кралски грохот. Два дни по-късно на Разбиване, Русев се сблъсква с Ар Труф, който побеждава Накамура за Титлата на САЩ и го тласка да защитава току-що спечелената титла срещу него, но Ар Труф запазва титлата си. След мача, Накамура атакува Ар Труф, а Русев се присъединява към него в нападението, като по този начин отново става хийл и по-късно формира отбор с Накамура. В предварителното шоу на Бързата лента, Русев и Накамура са победени от Новия ден. На Кечмания 35 Накамура и Русев се състезават във фатална четворка отборен за мач за Отборните титли на Разбиване но губят. Русев се бие в кралска битка от 51 души на Супершоуто в Саудитска Арабия, но не е елиминиран. След Супершоуто, Русев изчезва от шоутата на WWE.
Русев се завръща на 16 септември 2019 г. на епизода на Първична сила и е замесен в сюжет, в който Лана има афера с Боби Лашли. Търсейки отговори за изневярата на Лана, тя обвинява Русев в сексуален тормоз, водещ до развода на двамата в епизода от 9 декември на Първична сила, по време на който Русев е нападнат от Лашли. На МСС: Маси, стълби и столове на 15 декември, Русев губи от Лашли в мач с маси, след намеса от Лана. На 13 януари 2020 г. в епизод на Първична сила, Лашли побеждава Русев в сингъл мач, след намеса от Лана и Лив Морган, след мача е насрочен смесен отборен мач между отборите на Русев и Морган и Лана и Лашли. Отборът на Русев и Морган е победен от Лана и Лашли в епизод на Първична сила. Русев си партнира с Умберто Карийо като двамата губят от Лашли и Анхел Гарса на 17 февруари в Първична сила. Това в крайна сметка е и последната изява на Русев в WWE.
На 15 април 2020 г. Русев и около 20 други кечисти на WWE са освободени, поради твърде големите разходи на компанията, породени от световната Пандемия от коронавирус (2019 – 2020).. На дата 12.07.2020 Мирослав Барняшев обяви в дълго видео, че е с положителна проба за коронавирус. Както се знае, неговата съпруга Лана сподели преди седмица, че нейните родители са с положителни проби също. Миро е в карантина вкъщи.

### All Elite Wrestling (2020 – 2025)

#### Съюзник на Кип Сейбиън (2020 – 2021)
Барняшев, вече известен като Миро, дебютира за компанията All Elite Wrestling (AEW) на 9 септември 2020 г. в шоуто Динамит, на което е обявен за кум на Кип Сейбиън за предстоящата му сватба с Пенелопе Форд. На 23 септември дебютира в отборен мач в Динамит, където заедно с Кип Сейбиън побеждава Джоуи Джанела и Сони Кис. През октомври Миро и Сейбиън започват да враждуват с Най-добри приятели, след като Трент случайно счупва аркадната игра, която Миро е закупил за Сейбиън като сватбен подарък. В епизода на Динамит на 4 ноември, Миро се бие в първия си индивидуален мач в AEW, в който побеждава Трент. Миро и Сейбиън враждуват с Най-добри приятели през следващите месеци, кулминирайки в мач Аркадна анархия на епизода Динамит от 31 март 2021 г., където са победени. 
На 28 април Миро се обръща срещу Сейбиън, като го напада зад кулисите, като по този начин прекратява партньорството им. След това става по-агресивен и доминиращ в мачовете си. 

#### Шампион на TNT (2021)
На 12 май побеждава Дарби Алън, за да стане новият шампион на телевизия TNT.
След това успешно защитава титлата срещу Данте Мартин в епизода на Dynamite от 28 май и срещу Ланс Арчър на Double or Nothing. Прави успешна защита срещу Ивъл Уно, Брайън Пилман джуниър, Лий Джонсън и Фуего дел Сол. През това време той представя и нов шампионски пояс, представляващ родния му град Пловдив – черният колан е променен на бяла, червеното в средата зад логото е променено на зелено, а страничните пластини са с герба на Пловдив. На All Out на 5 септември Миро запазва титлата срещу Еди Кингстън.
На 29 септември 2021 г. Миро губи титлата на TNT срещу Сами Гевара, прекратявайки царуването си от 140 дни. В следващите промота, Миро агресивно поставя под въпрос мотивацията на своя Бог.

#### Спорадични появи и напускане (2021 – 2025)
На 3 ноември 2021 г., епизод на Динамит, Миро заменя Джон Моксли срещу Ориндж Касиди в елиминационен минитурнир за световната титла на AEW; той побеждава Касиди чрез предаване, напредвайки до финалите на турнира. На Full Gear, Миро губи от Брайън Даниелсън за претендент номер едно. През декември става ясно, че Миро се възстановява от нараняване на подколенното сухожилие. След шестмесечна пауза, поради контузията и проекти извън ринга, Миро се завръща в Динамит на 1 юни 2022 г., където побеждава с предаване Джони Елит.
На Forbidden Door на 26 юни Миро е част от фатална четворка срещу Пак, Кларк Конърс и Малакай Блек определят първият носител на Всеатлантическата титла на AEW, като Пак излиза победител. На All Out през септември, Миро се обединява с Дарби Алин и Стинг, за да победят House of Black в отборен мач от шест човека.
След ново продължително отсъствие, Миро се завръща в епизода на Dynamite от 10 май 2023 г., където влиза в офиса на главния изпълнителен директор на AEW Тони Кан. Миро прави завръщането си на ринга в премиерния епизод на AEW Collision на 17 юни, побеждавайки Тини Нийс в бърз мач. След това Миро започва вражда с Пауърхаус Хобс, което води до мач на All Out (2023), където Миро побеждава Хобс. След мача Хобс продължава да атакува Миро, само за да бъде спасен от дебютиращата Си Джей (съпругата на Миро, известна преди като Лана в WWE). На 30 декември в Worlds End, Миро побеждава Андраде Ел Идоло с помощта на Си Джей, като това е неговият последен мач в AEW. След това, Миро отново отсъства, за да се възстанови от контузия, която претърпява през септември 2023 г. През септември 2024 г. е съобщено, че Миро е поискал освобождаването си от AEW, след като се е бил само в единадесет мача от 2021 г. насам. През февруари 2025 г. Миро напуска AEW.

### Завръщане в WWE (2025 – настояще)
Барняшев, връщайки се към името си Русев, се завърна в WWE на 21 април 2025 г. в епизод на Първична сила, атакувайки Alpha Academy (Акира Тозауа и Отис).

## Независима сцена (2025)
Миро се бие в първия си мач от повече от година на 22 февруари 2025 г. на шоуто на Qatar Pro Wrestling – Super Slam III в Доха, Катар, губейки от Алберто Ел Патрон чрез дисквалификация.

## Стил и персона
В началото на кариерата си завършващият ход на Русев е Bulplex, Оклахома завъртане с освобождаващ германски суплекс. От 2013 г. той започва да използва The Accolade (хватка за предаване). Когато подписва с AEW през 2020 г., Миро променя името на хода на Game Over (Край на играта). През 2014 г. той представя Machka Kick (Мачка ритник), отскачащ савате ритник.
В началото на кариерата си Русев изобразява зъл чужденец, обявен от България или Русия. Той си дава прякора „Биещият българин“ и „Българският звяр“ и за определен период от време използва българския национален химн като своя музика при излизането си на ринга. От 2017 г. Русев започва да изобразява по-героичен персонаж, като обявява всеки ден за „Ден на Русев“.
При дебюта си във All Elite Wrestling (AEW) през септември 2020 г., Барняшев сменя ринг името си на Миро, като приема прякора „The Best Man“ (има две значения - "Най-добрият човек' и "Кумът").

## Други участия
Русев прави дебют във видеоиграта WWE 2K15, като е персонаж и в следващите WWE 2K16, WWE 2K17, WWE 2K18, WWE 2K19 и WWE 2K20. Има кратко участие в пълнометражния филм Обратно броене (2016) и анимацията Scooby-Doo! and WWE: Curse of the Speed Demon (2016). Участва и в сезон 6 (2016) на риалити шоуто Тотал Дивас.
През 2020 г. стартира свой стрийминг канал в Twitch и YouTube.

## Личен живот
На 29 юли 2016 г. се жени за Си Джей Пери (Лана). Двамата правят две сватби – една в САЩ и една в родния му град Пловдив. Живее в Нашвил, щата Тенеси.
Става натурализиран американски гражданин на 27 септември 2019 г.. Освен Андре Гиганта (Andre the Giant), Мирослав Барняшев е единствения професионален кечист с български корени, които някога е бил част от Световната федерация по кеч (WWE).
На 12 юли 2020 г. Барняшев заявява, че е бил тестван позитивно за Ковид-19.

## Филмография

### Филми
| Година | Заглавие                                      | Роля    | Бележки                   |
| ------ | --------------------------------------------- | ------- | ------------------------- |
| 2016   | Обратно броене                                | Себе си |                           |
| 2016   | Scooby-Doo! and WWE: Curse of the Speed Demon | Себе си | Озвучаващ                 |
| 2018   | Another Version Of You                        | Кирил   | Бившият приятел на Гуинет |

### Телевизия
| Година    | Заглавие    | Роля    | Бележки               |
| --------- | ----------- | ------- | --------------------- |
| 2016–2019 | Тотал Дивас | Себе си | Поддържащ (сезон 6–8) |

### Уеб
| Година    | Заглавие           | Роля                        | Бележки         |
| --------- | ------------------ | --------------------------- | --------------- |
| 2015–2020 | UpUpDownDown       | Себе си/Роман Рейнс/Тонг По | Постоянни изяви |
| 2016      | Sisters the Series | Гаджето                     | 1 епизод        |

## Завършващи движения
- The Accolade
- Gravestunner
- BulPlex (Български суплекс) [175]
- Brainbuster
- Spinning Heel Kick
- Dropkick
- Machka-kick

## Мениджъри
- Ракел Диас
- Силвестър Ле'Форт
- Маркъс Мак
- Ник Роджърс
- Лана
- Съмър Рей
- Ейдън Инглиш

## Кеч музика
- Мила Родино от Цветан Радославов[176] (2011 – 29 януари 2014)
- Рев на лъв от CFO$[177] (29 януари 2014 – 15 април 2020)
- The Best Man от Mikey Rukus (9 септември 2020 – 30 юни 2021)
- Redeemer от Mikey Rukus (30 юни 2021 – сега)

### Титли и постижения
- All Elite Wrestling
  - Титла на TNT (1 път)

- WWE
  - Титла на Съединените щати на WWE (3 пъти)
  - Награда Слами (1 път)
    - Мач на годината (2014) – Отбор Сина срещу Отбор Началници на Сериите Оцеляване

- Pro Wrestling Illustrated
  - Най-подобрен кечист на годината (2014)
  - PWI 500 го класира No. 8 от топ 500 индивидуални кечисти през 2015 г.

- Wrestling Observer Newsletter
  - Най-добър образ (2014) – с Лана
  - Най-подобрен (2014)
  - Най-подценен (2017)